# Sedgwick (West Sussex)
Sedgwick – osada w Anglii, w hrabstwie West Sussex, w dystrykcie Horsham. Leży 39 km na północny wschód od miasta Chichester i 55 km na południe od Londynu.